# Comte d'Egmont (Irlande)
Pour les articles homonymes, voir Comte d'Egmont.

Comte d'Egmont est un titre dans la Pairie d'Irlande. Il a été créé en 1733 pour John Perceval, 1er vicomte Perceval. Ce Perceval descend de John Perceval, qui, le 9 septembre 1661 a été créé un baronnet, des Kanturk dans le comté de Cork, dans le baronetage de l'Irlande.
Le titre est éteint à la mort du 12ème comte, en 2011.

## Baronets Perceval, de Kanturk (1661)
- Sir John Perceval, 1er Baronet (1629–1665)
- Sir Philip Perceval, 2e Baronet (1656–1680)
- Sir John Perceval, 3e Baronet (1660–1686)
- Sir Edward Perceval, 4e Baronet (1682–1691)
- Sir John Perceval, 5e Baronet (1683–1748) (créé Comte d'Egmont en 1733)

## Comte d'Egmont (1733)
- John Perceval, 1er comte d'Egmont (1683–1748)
- John Perceval, 2e comte d'Egmont (1711–1770)
- John James Perceval, 3e comte d'Egmont (1738–1822)
- John Perceval, 4e comte d'Egmont (1767–1835)
- Henry Frederick Joseph James Perceval, 5e comte d'Egmont (1796–1841)
- George James Perceval, 6e comte d'Egmont (1794–1874)
- Charles George Perceval (en), 7e comte d'Egmont (1845–1897)
- Augustus Arthur Perceval, 8e comte d'Egmont (1856–1910)
- Charles John Perceval, 9e comte d'Egmont (1858–1929) (dormant)
- Frederick Joseph Trevelyan Perceval, de jure 10e comte d'Egmont (1873–1932)
- Frederick George Moore Perceval (en), 11e comte d'Egmont (1914–2001)
- Thomas Frederick Gerald Perceval, 12e comte d'Egmont (1934-2011)

## Barons Arden (1770)
- Catherine Perceval, Comtesse d'Egmont, 1er Baronne Arden (1784)
- Charles George Perceval, 2e Baron Arden (1756–1840) (créé Baron Arden dans la Pairie du Royaume-Uni en 1802)
- George James Perceval, 6e comte d'Egmont, 3e Baron Arden (1794–1874)